# Марипосская война
Марипосская война (англ. Mariposa War), также известная как Йосемитская индейская война (англ. Yosemite Indian War), — вооружённый конфликт между индейскими племенами предгорьев Сьерра-Невады и Соединёнными Штатами, произошедший в округе Марипоса в начале 1850-х годов.
Калифорнийская золотая лихорадка резко увеличила рост потока иммигрантов европейского происхождения. Между местными индейцами, которые сопротивлялись захвату их земель, и евроамериканцами стали происходить вооружённые столкновения, переросшие в полномасштабную войну. Правительство штата Калифорния под руководством губернатора Джона Макдугала сформировало Марипосский батальон для подавления сопротивления индейцев, который возглавил Джеймс Сэвидж. Война закончилась в 1851 году капитуляцией индейцев. Впоследствии они были изгнаны из предгорий Сьерра-Невады и поселены в резервациях. 